# 十条

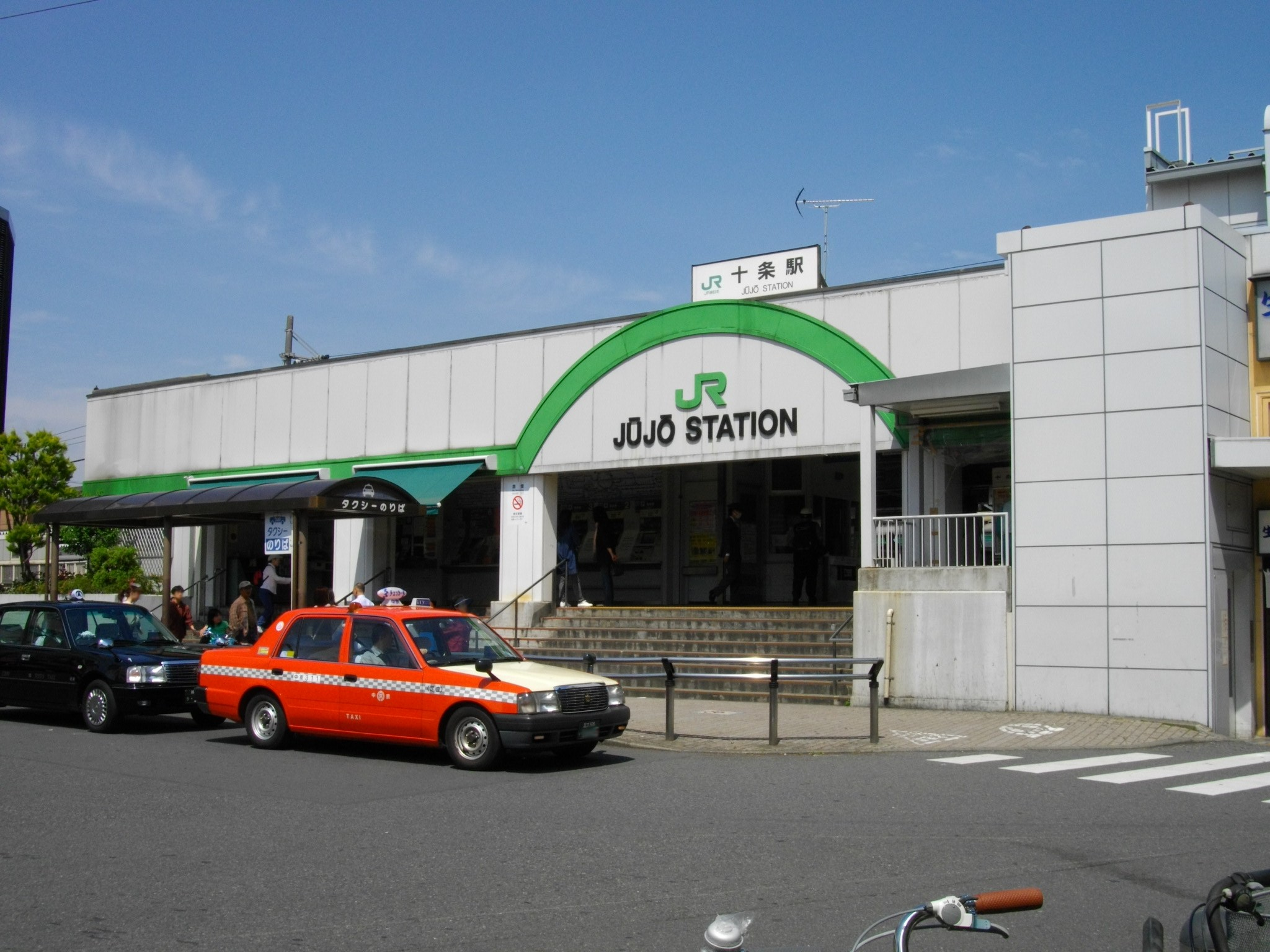
JR十条駅

十条（じゅうじょう）は、東京都北区にある地名であり、旧上十条村・下十条村の範囲にあたる上十条・中十条・十条仲原・東十条・十条台を指す汎称地名である。

## 地理
「十条」は汎称地名であり、直径約2kmの範囲内に存在する上十条・十条仲原・中十条・十条台・東十条より構成される。このうち、東十条は京浜東北線の東側に寄り添うように位置し、他の十条地域と比べて標高が急激に低くなる。そのため、東十条と他の十条地域の往来は、急勾配の坂（馬坂・地蔵坂など）を上り下りしなければならない。
埼京線の十条駅付近には十条銀座商店街、京浜東北線の東十条駅付近には東十条商店街が続いている。他にも数多くの商店街があり、その総数は11である。交通の面ではJR埼京線十条駅とJR京浜東北線東十条駅が中心となるが、赤羽や王子に歩いた方が近い地域もある。また、都営地下鉄三田線新板橋駅、板橋本町駅、東京メトロ南北線王子神谷駅へも歩いていける地域もある。
関東大震災や太平洋戦争後に震災や戦災の被害が少なかったことから移住が進んだ。そのため、狭い路地や入り組んだ道がそのまま残り密集住宅地となっている。また、軍都としての趣もあり、十条台周辺は陸軍造兵工場（東京兵器補給廠）があった。米軍側が後に造兵工場の占領。その後の返還後十条駐屯地や公園や学校、福祉施設が建設された。また一部に造兵工場の名残がある。

## 歴史
1448年（文安5年）の熊野領豊嶋年貢目録に初見される。由来は新編武蔵風土記による豊島清元が熊野権現を勧請した際紀州の十条峠に因んでつけたとする説と、新修北区史による古代の条里制に基づくという説がある。
王子方面から岩淵を経て埼玉県へ抜ける旧岩槻街道（日光御成道や鎌倉街道とも呼ばれる。現在の東京都道460号中十条赤羽線）が通り、元々はこの街道を中心に集落が広がっていた。
南から、街道沿いにある地福寺は「十條村のお地蔵様」と昔から信仰を集めた。毎年7月1日の富士山の山開きの日には、十条冨士神社（十条富士塚）では大きな縁日（通称「お富士さん」）が催される。
陸・海・空の兵站中枢として十条駐屯地（海上自衛隊では十条基地）補給本部、が存在する。
お富士さんの数週間後にお祭りが開催される。
西音寺も古い由緒の寺で、門前には「武州豊嶋郡十條村」と記された1748年の宝篋印塔が残っている。八雲神社から東京都道318号環状七号線（環七通り）を渡り清水坂を経て、街道は赤羽へと続く。
東京都道318号環状七号線（環七通り）と東京都道455号本郷赤羽線が交わる姥が橋交差点脇には姥が橋延命地蔵尊があり、供養碑には1724年の建立銘が見られる。ここでは毎年8月24日に縁日が催されている。また、十条仲原2丁目の日枝神社（1689年創建）には、1667年建立の青面金剛尊の庚申塔があり、1976年（昭和51年）に塔の建立300年を記念して十条仲原庚申講が復活している。
廃藩置県後は浦和県（現埼玉県）に属し、1871年に東京府に編入された。1889年（明治22年）5月1日に王子村、豊島村、上十条村、下十条村、堀之内村および船方村の西半分が合併され王子村となる。その後1909年（明治41年）8月8日、町制し王子町となった。1932年（昭和7年）10月1日には東京市に編入され、王子町は岩淵町とともに王子区となる。